# Brachyunguis tamaricophilus
Brachyunguis tamaricophilus är en insektsart. Brachyunguis tamaricophilus ingår i släktet Brachyunguis och familjen långrörsbladlöss. Inga underarter finns listade i Catalogue of Life.